# Võhandu
Võhandu, na dolním toku zvaná také Voo, je nejdelší řeka v Estonsku. Pramení nedaleko vesnice Saverna v provincii Põlvamaa a teče severovýchodním směrem, vlévá se do Teplého jezera poblíž Võõpsu. Je dlouhá 162 km a její povodí má rozlohu 1420 km². Nejvýznamnějšími přítoky jsou Pühäjõgi, Pahtpää jõgi a Mädajõgi.
Na řece leží jezera Vagula järv a Räpina järv, nedaleko Leevaku se nachází vodní elektrárna. Dolní tok řeky je splavný. Řeka je známá také díky kajakářskému závodu Võhandu Maraton. Písčité břehy v lokalitě Viira veskimüür jsou od roku 1963 chráněnou přírodní památkou. Typickými zdejšími rybami jsou štika obecná, jelec tloušť, lipan podhorní, vranka obecná a sekavec písečný. 